# 김성인
김성인(金誠仁, 일본어: 沙汝某 사여모[*]; 생몰년 미상)은 항왜 장수다.

## 개요
임진왜란 때 김충선과 함께 조선으로 귀화했다. 1620년(광해군 12년)에는 가선대부 동지중추부사(嘉善大夫 同知中樞府事)로 제수받았고, 이듬해인 1621년(광해군 13년)에는 변방을 지킨 공로를 인정받아 가의대부로 승진하는 동시에 광해군으로부터 성과 이름, 자, 본관을 하사받았다. 또 다음해인 1622년(광해군 14년)에 자헌대부(資憲大夫)로 승진했다.
후손들은 그가 처음 들어온 김해를 본관으로 삼았다. 자손으로는 김귀성(金貴成), 김흥발(金興發), 김득추(金得秋), 김수태(金守泰) 등이 있다.

## 같이 보기
- 김충선
- 우록 김씨
- 함박 김씨
- 청도 김씨
- 김해 김씨
- 조선왕조실록